# Canon RF 100-400mm f/5.6-8 IS USM
El Canon RF 100-400mm f/5.6-8 IS USM és un teleobjectiu zoom amb muntura Canon RF.
Aquest, va ser anunciat per Canon el 14 de setembre de 2021, amb un preu de venda suggerit d'uns 790€.
Aquest objectiu s'utilitza sobretot per fotografia de fauna i esport.

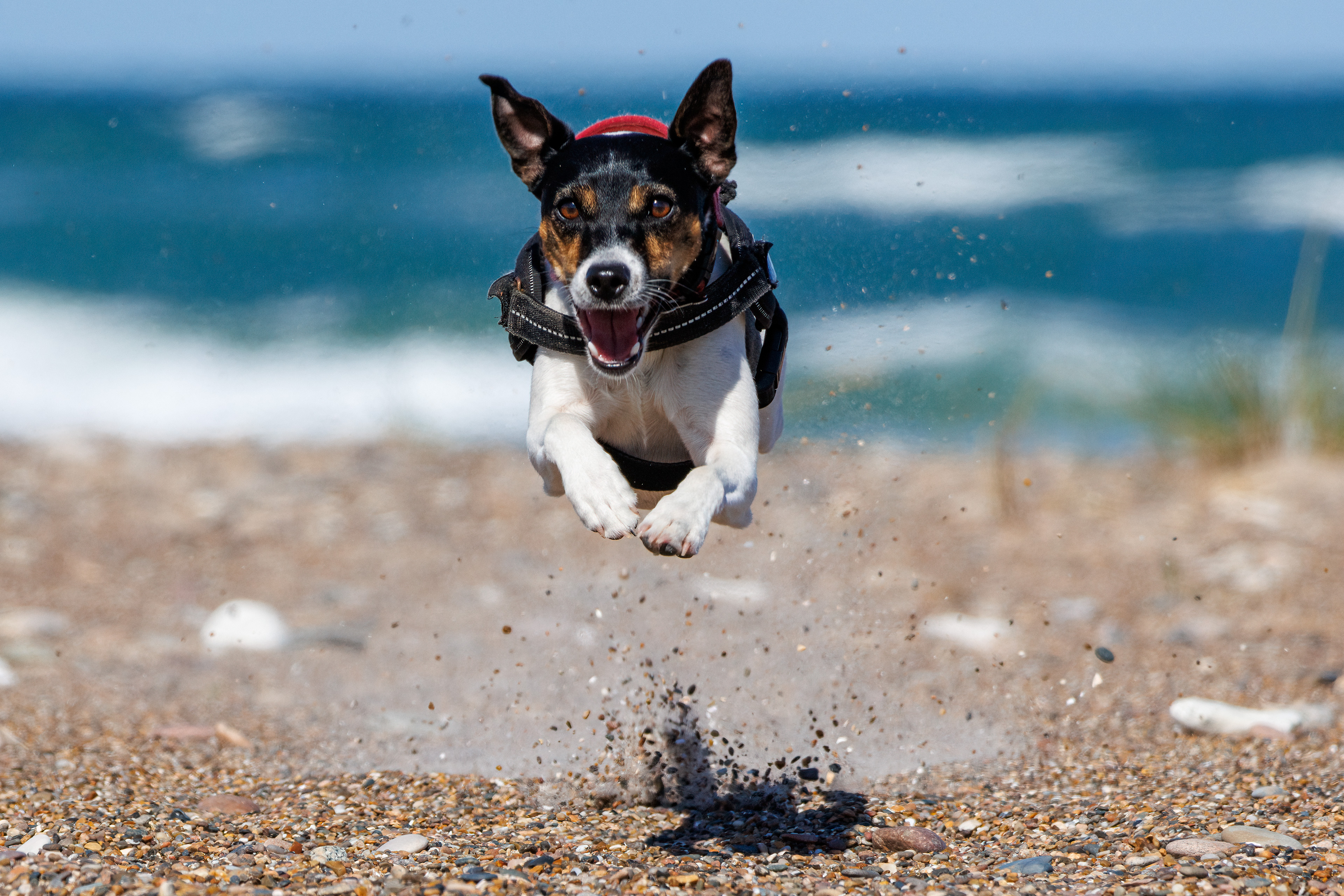
Gos fotografiat a 373mm amb el Canon RF 100-400mm f/5.6-8 IS USM

## Característiques
Les seves característiques més destacades són:
- Distància focal: 100-400mm
- Obertura: f/5.6 - 32 (a 100mm) i f/8 - 45 (a 400mm)
- Motor d'enfocament: USM (Motor d'enfocament ultrasònic, ràpid i silenciós)
- Estabilitzador d'imatge de 5,5 passes
- Distància mínima d'enfocament: 88cm
- Rosca de 67mm
- Distorsió òptica a 100mm d'1,74% (tipus coixí) i a 400mm d'1,57% (tipus coixí).[3]
- A 100mm i f/5.6 l'objectiu ombreja les cantonades amb més d'un pas i mig de llum, a partir de f/11 aquest efecte arriba al seu mínim, mig pas de llum. A 400mm i f/8 l'òptica ombreja les cantonades amb gairebé un pas, i a f/16 arriba al seu mínim, amb 0,7 passes d'ombrejat.[2]
- La millor qualitat òptica a 100mm la trobem a f/8 al centre i a f/11 a les cantonades. A 400mm la millor qualitat es troba a f/11.[3]

## Construcció[4]
- La muntura és de metall, però la resta de parts són de plàstic.
- El diafragma consta de 9 fulles, i les 12 lents de l'objectiu estan distribuïdes en 9 grups.
- Consta d'una lent asfèrica, una d'ultra baixa dispersió i un revestiment super spectra (ajuda a reduir els efectes fantasma).

## Accessoris compatibles[5]
- Tapa E-67 II
- Parasol ET-74B
- Filtres de 67mm
- Tapa posterior RF
- Funda LP1224
- Multiplicador RF 1.4x
- Multiplicador RF 2x